# Monument aux morts d'Elne
Le monument aux morts d'Elne est un monument aux morts créé par le sculpteur français Aristide Maillol situé à Elne (Pyrénées-Orientales).
Choqué par la première guerre mondiale, Aristide Maillol a réalisé gratuitement quatre monuments aux morts dans son département de naissance : à Céret (1922),  Banyuls-sur-Mer (1933), Elne (1921) et Port-Vendres (1923).
La statue tient une banderole qui porte l'inscription "La ville d'Elne à ses enfants morts pour la patrie".